# Západ
Košice-Západ („West“) ist ein Stadtteil von Košice, im Okres Košice II in der Ostslowakei südwestlich der Innenstadt mit 36.984 Einwohnern (Stand 31. Dezember 2022) und ist bevölkerungsreichster Stadtteil der Stadt. Západ grenzt an die folgenden Stadtteile: Sever im Norden, Staré Mesto im Nordosten, Juh im Osten und Südosten, Luník IX im Süden, Myslava im Südwesten und Sídlisko KVP im Westen.

## Geschichte und Allgemeines

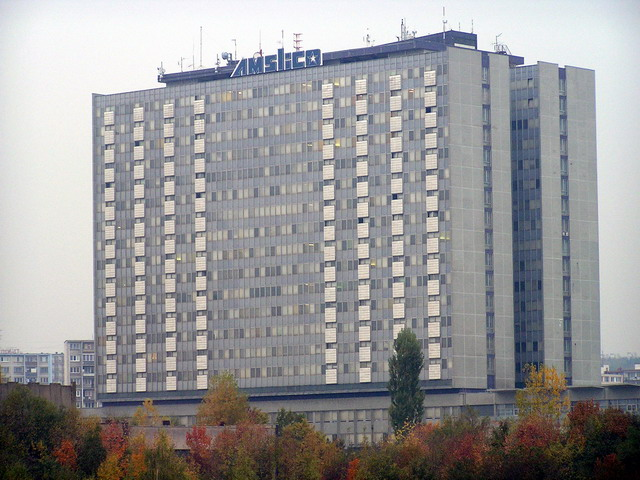
Gebäude des Universitätskrankenhauses in Košice-Západ

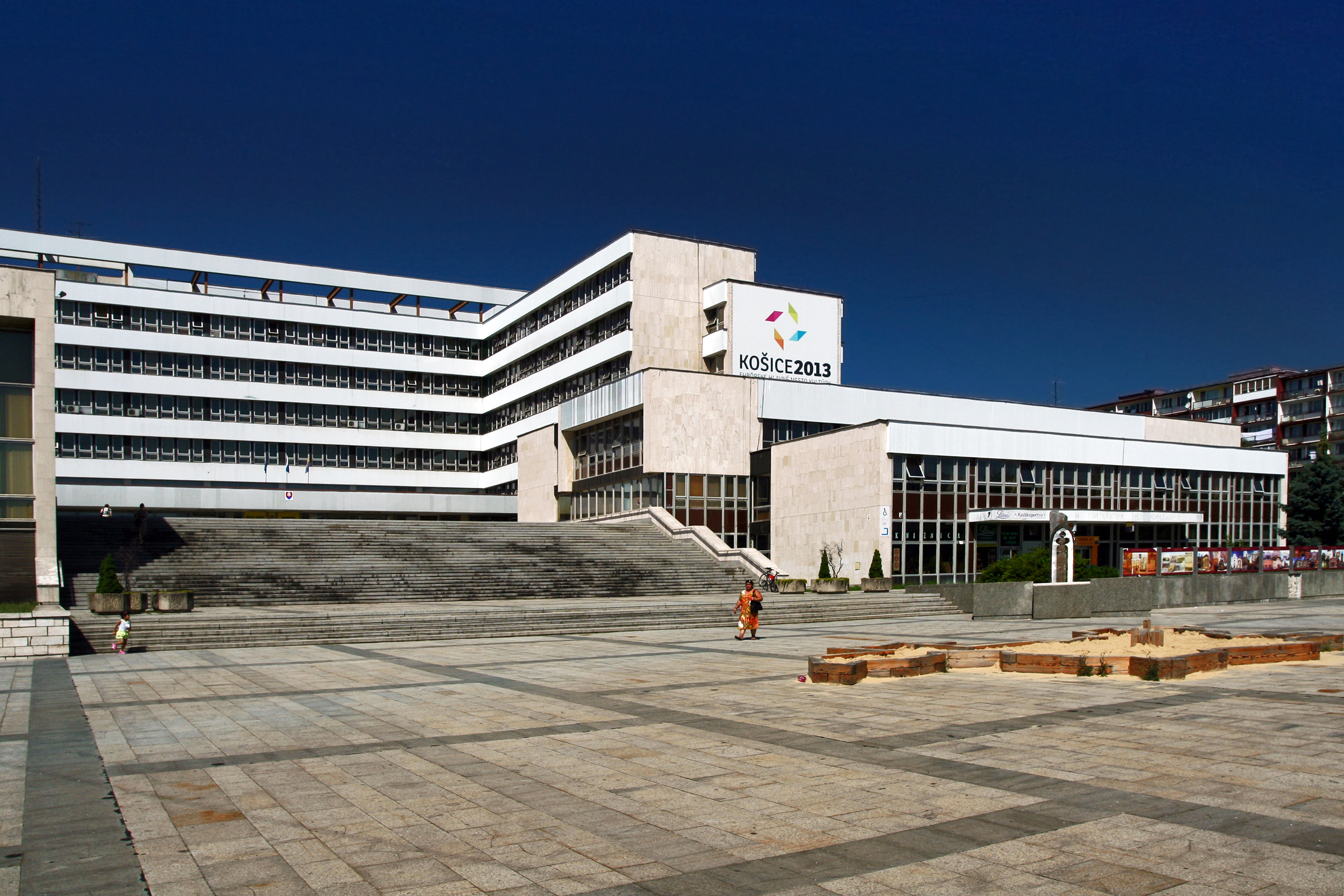
Das „Weiße Haus“, Sitz des Magistrats der Stadt Košice

Die Bebauung des Gebiets begann gegen 1930 in der Zeit der ersten tschechoslowakischen Republik mit dem Bau von Familienhäusern im westlichen Teil des Stadtteils, die zum Teil bis heute stehen. Seinen heutigen Charakter erhielt der Stadtteil ab den späten 1950er und vor allem in den 1960er Jahren mit dem Bau des Plattenbauviertels Nové Mesto („Neustadt“), umgangssprachlich bis heute Terasa („Terrasse“) genannt. Die einzelnen Sektoren erhielten die Namen Luník I–VIII, nach den zwischen 1958 und 1960 stattfindenden Lunik-Missionen der Sowjetunion. Sie wurden wie folgend erbaut:
- Luník II von 1962 bis 1964 mit mehr als 1700 Wohnungseinheiten
- Luník III von 1962 bis 1964 mit 2000 Wohnungseinheiten
- Luník I von 1963 bis 1965 mit fast 2100 Wohnungseinheiten
- Luník IV von 1965 bis 1968 mit ungefähr 2200 Wohnungseinheiten
- Luník V und VI von 1966 bis 1970 mit mehr als 1900 Wohnungseinheiten
- Luník VII von 1964 bis 1970 mit Wohnungen für etwa 7400 Einwohner
- Luník VIII von 1969 bis 1972 mit etwa 900 Wohnungseinheiten

Der Bau von Luník IX begann in den 1970er Jahren als eine Art soziales Experiment, ist aber von den anderen „Luníks“ räumlich getrennt und seit 1990 ein eigenständiger Stadtteil.
In Košice-Západ befindet sich der Sitz des Magistrats der Stadt Košice im sogenannten Weißen Haus (slowakisch Biely dom), weiter das Universitätskrankenhaus Louis Pasteur Košice (slowakisch Univerzitná nemocnica Louisa Pasteura Košice, Abk. UNLP) sowie die ostslowakische Anstalt für Herz- und Gefäßkrankheiten (slowakisch Východoslovenský ústav srdcových a cievnych chorôb, Abk. VÚSCH).

## Bevölkerung
Nach der Volkszählung 2011 wohnten im Stadtteil Západ 40.599 Einwohner, davon 29.363 Slowaken, 1135 Magyaren, 412 Tschechen, 363 Russinen, 108 Ukrainer, 99 Roma, 64 Deutsche, 53 Mährer, 43 Russen, 22 Polen, 12 Bulgaren, fünf Juden, vier Serben und drei Kroaten. 114 Einwohner gaben eine andere Ethnie an und 8799 Einwohner machten keine Angabe zur Ethnie.
16.629 Einwohner bekannten sich zur römisch-katholischen Kirche, 3093 Einwohner zur griechisch-katholischen Kirche, 1397 Einwohner zur Evangelischen Kirche A. B., 848 Einwohner zur reformierten Kirche, 540 Einwohner zur orthodoxen Kirche, 122 Einwohner zu den Zeugen Jehovas, 116 Einwohner zur apostolischen Kirche, 74 Einwohner zur evangelisch-methodistischen Kirche, jeweils 43 Einwohner zu den Baptisten und zu den Siebenten-Tags-Adventisten, 30 Einwohner zu den christlichen Gemeinden, 28 Einwohner zur Brüderbewegung, 24 Einwohner zur tschechoslowakischen hussitischen Kirche, 21 Einwohner zur jüdischen Gemeinde, 15 Einwohner zur Bahai-Religion, neun Einwohner zu den Mormonen, fünf Einwohner zur altkatholischen Kirche und ein Einwohner zur neuapostolischen Kirche. 214 Einwohner bekannten sich zu einer anderen Konfession, 7500 Einwohner waren konfessionslos und bei 9847 Einwohnern wurde die Konfession nicht ermittelt.